# UA (歌手)
UA（ウーア、1972年〈昭和47年〉3月11日 - ）は、大阪府出身の日本の女性歌手。3児の母で、俳優の村上虹郎は長男。カナダ在住。
ソウル、ジャズ、レゲエ、ダブ、エレクトロ、民族音楽など多種多様な音楽を取り込み、ジャンルにとらわれない幅広いナンバーをものにする憂いと野性味を兼ね備えたボーカルと個性的なルックスでデビュー当時から注目と人気を集める。
浅井健一と結成したバンドAJICOのボーカリスト、NHK教育テレビ番組（現：Eテレ）『ドレミノテレビ』で童謡などをオリジナルのアレンジで歌う歌のおねえさん“ううあ”としても活動した。

## 来歴
幼少期に、70〜80年代の歌謡曲や、童謡のレコードに魅了される。
小・中学生時期、イエロー・マジック・オーケストラ, 日本のパンクミュージックを聴き始める。また、小学校の音楽授業で学んだドイツの作曲家カール・オルフの器楽曲に縦笛、木琴で親しむ。
高校生時期、クラブミュージックからの影響で、UK、USを始め、ワールドワイドに音楽を聴き始め、レコードを集め始める。
歌い手として、 ジャニス・ジョップリンやアレサ・フランクリンといった個性的なシンガーに影響を受け、歌手になることを決意。最も影響を受けた洋楽女性アーティストはビョーク。
美術系短大でグラフィックデザインを学び、一度はデザイン系の会社に就職した。しかし、学生時代から興味のあった映像の仕事が諦めきれず、学び直すことを決意した。学資を稼ごうと大阪の新地にあるジャズクラブでアルバイトを始める 。当初は歌うことはなかったが徐々に生伴奏に合わせ、歌うようになる。その後、東京で1年間映像の勉強をするが、再び大阪に戻りクラブで働き始める。そこで歌っていたところをスカウトされ、歌手デビューの道が拓ける。

### 1990年代: デビューとブレイク
1995年6月、藤原ヒロシ、朝本浩文（ex.MUTE BEAT）のプロデュースのもと、ビクターのSPEEDSTAR RECORDSレーベルよりシングル「HORIZON」でソロシンガーとしてデビューする。
1996年6月に発売された4thシングル「情熱」が大ヒットし、全国的に認知度が高まる。10月、朝本浩文、大沢伸一（MONDO GROSSO）、青柳拓次（LITTLE CREATURES）、竹村延和、cobaなどが手掛けた1stアルバム『11』をリリース。クラブミュージックをベースに民族音楽のテイストも盛り込まれたサウンドは80万枚を超える大ヒットを記録する。
1996年、俳優の村上淳と結婚した。
1997年、後に俳優となる長男・虹郎（にじろう）を出産した。
1998年、FM J-WAVE「カピバラレストラン」の番組ナレーションを始める（2001年まで）。
1999年、FUJI ROCK FESTIVAL'99のグリーンステージに、初の日本人女性アーティストとして出演した。

### 2000年代: AJICOの結成、ドレミノテレビ
2000年、BLANKEY JET CITYを解散した浅井健一とロックバンドAJICOを結成した。
2001年、全国ツアー『2001年AJICOの旅』の後、活動を停止する。
2002年7月、初めて作曲を手掛けたシングル「閃光」（レイ・ハラカミプロデュース）をリリースした。10月、初主演映画『水の女』（テサロニキ国際映画祭グランプリ受賞作品）が公開された。
2003年、4月からNHK教育テレビ（Eテレ）『ドレミノテレビ』に、「ううあ」としてレギュラー出演（2006年3月まで）した。その楽曲は、小学校1、2年生向けの音楽教育プログラムやレクリエーションでも使用された。同年、映画『沙羅双樹』（第56回カンヌ国際映画祭コンペティション部門正式出品作品）の音楽を担当する。
2004年3月、5thアルバム『SUN』と、番組『ドレミノテレビ』で歌った童謡・愛唱歌20曲を集めたアルバム『うたううあ』（「ううあ」名義）をリリースした。学校の教材としても使われる。
2005年6月、デビュー10周年を迎える。8月、RISING SUN ROCK FESTIVAL2005にて4年ぶりのライブを行うフィッシュマンズのゲストボーカルを務める。10月公開の映画「空中庭園」に主題歌「この坂道の途中で」を提供した。
2006年7月、サックスプレイヤー菊地成孔と組んでスタンダードジャズアルバム『cure jazz』（「UA×菊地成孔」名義）をリリースした。8月、村上淳と離婚した。
2007年5月公開の映画「赤い文化住宅の初子」に主題歌「Moor」を提供した。6月、ダウンタウン松本人志初監督作品『大日本人』に出演した。
2008年8月、第2子となる長女を出産した。9月に10歳年下の長谷川琵修（長谷川大樹）と再婚した。10-11月度のNHK「みんなのうた」に栗コーダーカルテットとのコラボレート作品「PoPo Louise」が起用される。
2009年7月、FUJI ROCK FESTIVAL'09のグリーンステージに出演した。8月、「SWEET LOVE SHOWER 2009」に「FISHMANS：UA」としてフィッシュマンズと参加した。一夜限りのライブを行う。

### 2010年代
2010年6月、デビュー15周年を迎える。4月、初の公開ライブレコーディングアルバム「ハルトライブ」、6月、カバーアルバム「KABA」をリリースした。9月25日、山間の神奈川県相模原市緑区にある自宅が全焼する。
2011年4月、沖縄本島北部の山原（やんばる）に移住し、8月には第3子となる次男を出産した。
2012年1月、友人らと福島第一原発事故による内部被曝など食の安全を考える団体「ティダノワ」を設立し、3月10・11日に名護市の21世紀の森公園で、東日本大震災被災者応援イベント「ティダノワ祭」を行った。11月17日公開の映画「その夜の侍」の主題歌として「星影の小径」をカバーして歌う。
2013年6月、香港のアーティストGay Birdと香港で3日間のパフォーマンスを行う。
2014年4月、菊地成孔と8年ぶりとなるライブ「cure jazz reunion UA×菊地成孔」を行う。同年秋、カナダの島に家族と共に移住する。
2015年6月、デビュー20周年を迎える。7月29日にリリースされたテイ・トウワのアルバム『CUTE』にゲスト参加し、収録曲「SOUND OF MUSIC with UA」を歌う。同年頃にカナダ南西部の小さな離島に家族で移住した。東京と行き来する生活を始める。
2016年5月、7年ぶりのオリジナルアルバム『JaPo』（ヤポ）をリリースした。「HELLO HAPPY JAPONESIA TOUR」を開催した。
2017年9月、朝日新聞デジタル&wにて、野村友里との往復書簡「暮らしの音」の連載を開始した。
2018年5月、α-station（FM京都）でレギュラー番組の放送を開始した。
2019年9月と10月に「WATASHIAUWA tour」を開催した。

### 2020年代
2020年6月21日、デビュー25周年を迎える。9月、山形ビエンナーレ2020に出演した。10月、CINEMA CARAVAN「Play with the Earth」に参加した。
2021年、20年ぶりにAJICOを再始動し、大きな話題となる。5月、EP「接続」をリリースした。全国ツアーも即日ソールドアウトになった。7月にはAJICOとしてFUJI ROCK FESTIVAL'21に初出演した。9月、UA×菊地成孔としても7年ぶりにライブを行う。
2022年1月、UA 25th→→→30th Anniversary Liveを開催した。コロナ禍で延期になっていたが、シングル曲を網羅した25周年への感謝を込めたライブとなった。5月、6年ぶりとなるEP「Are U Romantic?」をリリース。ネオポップをテーマに、岸田繁、Kj、ハナレグミ、JQ、中村佳穂、マヒトゥ・ザ・ピーポーが参加した。8月、自身初となるブロードウェイミュージカル「ジャニス」にアレサ・フランクリン役で出演。11月には「Are U Romantic？」東名阪ツアーを開催。
2023年、作詞を手掛けた神山まるごと高等専門学校校歌「KAMIYAMA」（作曲:坂本龍一、編曲:網守将平）が完成。8月10日に、同校公式Webサイトで公開された。
2024年3月、AJICO EP「ラヴの元型」をリリース。全国ツアー『アジコの元型』12公演を行う。7月、フェス、東名阪の追加公演も大盛況で終える。

## 人物・エピソード
「UA」はスワヒリ語で、”花”と”殺す”という二つの相反するような意味を持つこと、またその発音が日本語と近いこと、記号的なスペリングに惹かれ、自ら選んだ。後に、”殺す”の意味は必要ないと改め、現在は"花”の意味のみとしている。
映画『水の女』『大日本人』に出演し、女優としても活動している。
学生時代はイギリスの映画監督デレク・ジャーマンをはじめオルタナティブな作品に魅せられて自分でも8ミリフィルムで映像作品を作っており、映像の仕事に就きたいと考えて専門学校で学んだこともあった。
6thシングルにパティ・スミスのカバー曲が収録されているが、本人からチベタンボウル（チベット仏教の勤行で使う鉢）を貰っている。
2005年、33歳で神奈川県で田舎暮らしを始める。2006年に離婚し、2年間農作業をしながら、米、野菜作りを勉強。2006年時点で4～5年テレビは見ていないとインタビューで語っている。36歳の時に一般男性と再婚し、沖縄県北部の山間で農業中心の生活を送った。2015年頃には、家族と共にカナダの南西部にある島に移住。現在は、東京と行き来する生活をしている。

## ディスコグラフィ

### オリジナル・アルバム
|      | 発売日         | タイトル        | 規格品番   | 備考                                                          |
| ---- | -------------- | --------------- | ---------- | ------------------------------------------------------------- |
| ミニ | 1995年10月21日 | PETIT           | VICL-2160  |                                                               |
| 1st  | 1996年10月23日 | 11              | VICL-823   | オリコン最高3位、登場回数33回、1996年年間76位、1997年年間38位 |
| 2nd  | 1998年4月22日  | アメトラ        | VICL-60190 | オリコン最高2位、登場回数14回、1998年年間57位                 |
| 3rd  | 1999年10月27日 | turbo           | VICL-60473 | オリコン最高6位、登場回数7回、1999年年間135位                 |
| 4th  | 2002年9月19日  | 泥棒            | VICL-60974 | オリコン最高14位、登場回数5回、2002年年間303位                |
| 5th  | 2004年3月24日  | SUN             | VICL-61316 | オリコン最高26位、登場回数9回、2004年年間489位                |
| 6th  | 2005年3月30日  | Breathe         | VICL-61590 | オリコン最高44位、登場回数7回                                 |
| 7th  | 2007年6月20日  | Golden green    | VICL-62413 | オリコン最高21位、登場回数8回、2007年年間475位                |
| 8th  | 2009年7月22日  | ATTA            | VICL-63363 | オリコン最高39位、登場回数5回                                 |
| 9th  | 2016年5月11日  | JaPo            | VICL-64408 | オリコン最高57位、登場回数6回                                 |
| EP   | 2022年5月25日  | Are U Romantic? | VICL-65654 | オリコン最高33位、登場回数8回                                 |

### 作詞提供
| 公開日        | 曲名               | 収録された作品                                  |
| ------------- | ------------------ | ----------------------------------------------- |
| 1996年9月21日 | 夢と君にありがとう | KOTONE「夢と君にありがとう」                    |
| 1997年3月21日 | LOOK UP TO THE SKY | 荻野目洋子「LOOK UP TO THE SKY」                |
| 1999年4月16日 | 泣かないで         | 本木雅弘、岸田今日子「泣かないで-小さな旅人へ」 |
| 2009年9月30日 | 阿母               | 朝崎郁恵「阿母（あんま）」                      |
| 2022年3月16日 | IN THIS WORLD      | MONDO GROSSO「BIG WORLD」                       |

### 参加作品
| 公開日         | 曲名                                                                     | 初収録された作品                                                                          |
| -------------- | ------------------------------------------------------------------------ | ----------------------------------------------------------------------------------------- |
| 1996年3月23日  | DON'T LEAVE ME ALONE                                                     | 藤原ヒロシ「ユーリ オリジナル・サウンドトラック」                                         |
| 1999年7月28日  | Last Century Modern feat. UA                                             | TOWA TEI「Last Century Modern」                                                           |
| 2000年9月21日  | 月光ワルツ                                                               | こだま和文「STARS」                                                                       |
| 2001年4月25日  | ZERO LANDMINE                                                            | N.M.L.(NO MORE LANDMINE)「ZERO LANDMINE」                                                 |
| 2001年7月4日   | Candy feat. UA                                                           | PUSHIM「COLORS」                                                                          |
| 2002年8月7日   | 徳之島節                                                                 | 朝崎郁恵「うたばうたゆん」                                                                |
| 2002年10月9日  | 傘がない                                                                 | （オムニバス）「あろは〜aloha all casts presents“12 smile & pray”」                       |
| 2003年3月12日  | MISS YOU: LITTLE CREATURES、UA                                           | （オムニバス）「IT'S ONLY ROCK'N' ROLL (BUT WE LIKE IT) A TRIBUTE TO THE ROLLING STONES」 |
| 2003年7月16日  | 光                                                                       | MONDO GROSSO feat. UA「光」                                                               |
| 2004年2月4日   | ソウゲンノハオト                                                         | AlayaVijana「AlayaVijana」 ギンガテツドウノマドカラ ムラノオンナタチ                      |
| 2004年2月25日  | Oyako basha basha（Spaced-Out Jacaranda Mix）: Green Kipper featuring UA | （オムニバス）「TOKYO LOUNGE Vol.2」                                                      |
| 2004年4月7日   | UAの歌唱による「マネージャングルのジャンヌ・ダルク」                     | 菊地成孔「DEGUSTATION A JAZZ」                                                            |
| 2004年4月21日  | 頼りない天使                                                             | （オムニバス）「SWEET DREAMS for fishmans」                                               |
| 2004年4月21日  | Joan of Arc in the Money Jungle                                          | 菊地成孔「CHANSONS EXTRAITES DE DEGUSTATION A JAZZ」                                      |
| 2004年11月17日 | THE BRIGHTNESS OF THESE DAYS                                             | Kyoto Jazz Massive「RE KJM」                                                              |
| 2005年1月26日  | トンネルぬけて／UA & LITTLE CREATURES                                    | （オムニバス）「Colla Bo Gumbos Vol.1」                                                   |
| 2005年4月21日  | 国頭サバクイ                                                             | 大島保克「島めぐり〜Island Journey〜」                                                    |
| 2005年9月22日  | 温度                                                                     | （オムニバス）「DJ19 PRESENTS AMBROZIA／VELVET & VELVET MODE COLLECTION」                 |
| 2006年3月24日  | りんご追分                                                               | LITTLE TEMPO「LITTLE TEMPO LIVE & DIRECT 1369」                                           |
| 2006年7月12日  | Visions feat. UA                                                         | DUBSENSEMANIA「Inna di kitchen」                                                          |
| 2007年2月21日  | Beginning Time feat. UA                                                  | Taiji All Stars「FEMME FATALE」                                                           |
| 2007年9月26日  | YUME-MIRU YAKU-SOKU                                                      | ハリー・ホソノ、ザ・ワールド・シャイネス「FLYING SAUCER 1947」                            |
| 2008年10月8日  | PoPo Loouise(NHKみんなのうた)                                            | 栗コーダーカルテット、UA「PoPo Loouise」                                                  |
| 2009年3月4日   | 春が来た                                                                 | （オムニバス）「にほんのうた第三集」                                                      |
| 2010年12月1日  | 我自由丸                                                                 | （オムニバス）「ロマンチスト〜THE STALIN・遠藤ミチロウTribute Album〜」                   |
| 2011年1月19日  | MUDDY SKY                                                                | （オムニバス）「Re:TTLE CREATURES」                                                       |
| 2011年3月23日  | 絵のクイーン 張り子のキング feat. UA                                     | YAMP KOLT「yes」                                                                          |
| 2012年5月2日   | Sweet Soul Music                                                         | （オムニバス）「KING OF SONGWRITER 〜SONGS OF KIYOSHIRO COVERS〜」                        |
| 2014年10月8日  | Empathy feat. UA                                                         | Why Sheep? 「REAL TIMES -dedicated to Chim↑Pom-」                                         |
| 2015年7月29日  | SOUND OF MUSIC                                                           | TOWA TEI「CUTE」                                                                          |
| 2019年5月29日  | 246                                                                      | ZORN「LOVE」                                                                              |
| 2020年2月22日  | 北の宿から                                                               | （オムニバス）「都はるみを好きになった人〜tribute to HARUMI MIYAKO〜」                    |

### タイアップ
| 曲名                   | 提携先                                                                   |
| ---------------------- | ------------------------------------------------------------------------ |
| 太陽手に月は心の両手に | NTTドコモ関西CMソング                                                    |
| 情熱                   | TBS系『M Navi』エンディングテーマ                                        |
| リズム                 | TBS系『FACE』エンディングテーマ                                          |
| 大きな木に甘えて       | NHK大阪『オモシロ学問人生』テーマ曲                                      |
| 甘い運命               | カネボウ「テスティモII」CMソング                                         |
| 悲しみジョニー         | TBS系ドラマ『不機嫌な果実』主題歌                                        |
| あめふりヒヤデス       | UCC上島珈琲「スーパー 2」CMソング                                        |
| ミルクティー           | ヤマハ発動機「スポーツバイク」CMソング                                   |
| 数え足りない夜の足音   | テレビ朝日系『青年は荒野をめざす'99』主題歌                              |
| スカートの砂           | ヤマハ発動機「ドラッグスターイレブン」CMソング                           |
| スカートの砂           | 富士重工業「R2」CMソング（2004年）                                       |
| 閃光                   | アーテイスト・フィルム=日活配給映画『水の女』主題歌                      |
| 忘我                   | 富士重工業「R2」CMソング                                                 |
| A Felicidade           | サントリー「フレシネ」CMソング                                           |
| グリーングリーン       | NHK『親と子のTVスクール』テーマ曲                                        |
| この坂道の途中で       | アスミック・エース配給映画『空中庭園』主題歌                             |
| 傘がない               | キネティック配給映画『長い散歩』主題歌                                   |
| Moor                   | スローラーナー配給映画『赤い文化住宅の初子』主題歌                       |
| Moor                   | テレビ東京系ドラマ25『デッドストック〜未知への挑戦〜』エンディングテーマ |
| Panacea                | BS朝日「アーシストcafe~緑のコトノハ」テーマ曲                            |
| てぃんさぐぬ花         | ビターズエンド配給映画『ユキとニナ』主題歌                               |
| 星の界（）             | カネボウ化粧品「BLANCHIR SUPERIOR」CMソング                              |
| 黄金の緑               | ゴー・シネマ配給映画『ビューティフル アイランズ』イメージソング          |
| 黄金の緑               | BS朝日「アーシストcafe~緑のコトノハ」テーマ曲                            |
| 星影の小径             | ファントム・フィルム配給映画『その夜の侍』主題歌                         |
| パレード               | WOWOWドラマ『グーグーだって猫である』『グーグーだって猫である2』挿入歌   |
| カチューシャの唄       | NHK『1914 幻の東京 〜よみがえるモダン都市〜』主題歌                      |
| 翔べ! ガンダム         | LIFULL CMソング                                                          |
| 太陽手に月は心の両手に | AZUL by moussy CMソング                                                  |
| 椰子の実               | NHKドラマ『マンゴーの樹の下で』挿入歌                                    |
| ラブリー               | カルピス100周年記念CMソング                                              |
| 会いにいこう           | JR東海 CMソング 『会いにいく、が今日を変えていく。』                     |
| 会いにいこう           | JR東海 新幹線車内チャイム                                                |
| KAMIYAMA               | 神山まるごと高専校歌                                                     |

## ミュージックビデオ
| 監督                    | 曲名                                          |
| 生西康典+掛川康典       | 「泥棒」                                      |
| 池田剛                  | 「情熱 from「ハルトライブ」」                 |
| 石井聰亙                | 「悲しみジョニー」                            |
| UA&辻川幸一郎           | 「閃光」                                      |
| 掛川康典&永戸鉄也       | 「The color of empty sky」                    |
| 北島明                  | 「太陽手に月は心の両手に」                    |
| サイモン・テイラー      | 「情熱」                                      |
| サンキ・リー            | 「リズム」                                    |
| ジョナス・ザックリン    | 「数え足りない夜の足音」                      |
| 清野賀子                | 「歪んだ太陽」                                |
| 高木正勝/高木紗恵子     | 「Lightning」                                 |
| 高橋恭司                | 「甘い運命」                                  |
| 竹内スグル              | 「HORIZON」                                   |
| タナカノリユキ          | 「雲がちぎれる時」                            |
| 田中秀幸                | 「プライベートサーファー」                    |
| 辻川幸一郎              | 「Love scene」                                |
| 長谷井航紀              | 「踊る鳥と金の雨」                            |
| 永戸鉄也+TAIJU+岩井主税 | 「月がきえてゆく」                            |
| 生意気                  | 「黄金の緑」                                  |
| パーシー・アドロン      | 「スカートの砂」                              |
| HIROMIX                 | 「ミルクティー」                              |
| 竹内スグル              | 「COLONY」「世界 (「空の小屋」より)」「青空」 |
| 信籐三雄                | 「AUWA」                                      |
| マヒトゥ・ザ・ピーポー  | 「微熱」                                      |
| 鎌谷聡次郎              | 「お茶」                                      |

## 著書
- UA、写真：Motoko『UA by MOTOKO(写真集)』リトル・モア、2001年8月1日。ISBN 978-4898150504。
- Jin Pyn 著、UA 訳『象と木の物語』メディアファクトリー、2008年10月1日。ISBN 978-4840124430。

## 出演作品

### 映画
- 代官山物語「探偵誕生」（2002年、日本コロムビア=ヘラルド・ミュージック） - かおりちゃん 役
- 水の女（2002年、アーテイスト・フィルム=日活） - 主演・清水涼 役
- THE LONG SEASON REVUE（2006年、東映ビデオ） ※ドキュメンタリー映画
- 大日本人（2007年、松竹） - 小堀マネージャー 役
- eatrip（2009年、スタイルジャム）
- 映画：フィッシュマンズ（2021年、本人役） ※ドキュメンタリー映画

### 舞台
- ミュージカル「ジャニス」（2022年8月23日 - 26日、東京・東京国際フォーラム ホールA） - アレサ・フランクリン 役[32]

### テレビ番組
- 笑っていいとも!（2001年1月26日、フジテレビ系）
- 私立探偵 濱マイク 第2話（2002年、日本テレビ） - ナオミ 役（ゲスト）
- ミュージック・カクテル（2002年9月26日、NHK）
- 筑紫哲也ニュース23（2002年10月25日、TBS）
- ドレミノテレビ（2003年 - 2006年、NHK教育テレビ）
- Design Channel（2005年11月11日、テレビ東京系）
- 素敵な宇宙船地球号（2006年1月8日・15日・8月20日、テレビ朝日系）
- ミュージックステーション（2007年5月11日・2009年7月31日、テレビ朝日系）
- 僕らの音楽（2007年6月15日、フジテレビ系）「UA×樹木希林」
- MUSIC JAPAN（2007年8月3日・10月5日・2008年1月11日、NHK）
- NONFIX（2007年10月24日、フジテレビ系）
- ボクらの時代（2009年6月7日、フジテレビ系）「内田也哉子×UA×野村友里〜食べて育てて愛して、生きる」
- ニャンちゅうワールド放送局「ネイバーズ」（2010年、NHK教育テレビ） - ナレーション
- オデッサの階段 #13「菊地成孔のLIVE」（2013年1月17日、フジテレビ系）
- The Covers（2022年6月19日、NHK BSプレミアム/NHK BS4K）
- マツコ会議（2022年10月1日、日本テレビ）

### ラジオ
- CAPYBARA RESTAURANT（1997年 - 2001年、J-WAVE）
- FLAG RADIO（2020年 - 、FM京都） - 奇数月毎週金曜日担当[33]

### 連載
- コラム「暮らしの音」（2020年 - 、朝日新聞デジタル＆w）[34]

### 広告
- 富士重工業（現・SUBARU）「R2」（2003年12月 - 2004年2月）
- サントリー「フレシネ」（2005年7月）
- 資生堂「スーパーマイルド チカラ」（2006年）
- ソニー「VAIO typeC」（2007年）
- ACジャパン「こだまでしょうか」 ナレーション[注 4]（2010年、2011年）
- amritara[35]（2012年 - 2015年）

### ワンマンライブ・主催イベント
- 1996年 - First tour「11」
- 1998年 - AMETORA '98
- 1999年 - turbo tone '99
- 2001年 - AJICO「2001年AJICOの旅」
- 2002年 - 「空の小屋」
- 2004年 - 「UA TOUR 2004」
- 2007年 - UA TOUR「GOLDEN GREEN 07」
- 2009年 - Tour ATTA
- 2010年 - UA 15周年記念ワンマンライブ
- 2016年 - HELLO HAPPY JAPONESIA TOUR
- 2019年 - WATASHIAUWA tour
- 2022年 - UA 25th→→→30th Anniversary Live!
- 2024年 - AJICO 2024 Tour「アジコの元型」

### 出演イベント
- 1995年07月23日 - FM802 MEET THE WORLD BEAT 1995
- 1996年10月06日 - SPACE SHOWER TV SWEET LOVE SHOWER 1996
- 1997年07月27日 - FM802 MEET THE WORLD BEAT 1997
- 1999年07月31日 - FUJI ROCK FESTIVAL '99
- 1999年08月21日 - RISING SUN ROCK FESTIVAL 1999 in EZO
- 2001年07月29日 - FUJI ROCK FESTIVAL '01
- 2001年08月18日 - RISING SUN ROCK FESTIVAL 2001 in EZO
- 2002年08月10日 - ROCK IN JAPAN FESTIVAL 2002
- 2002年08月11日 - J-WAVE LIVE 2000+2
- 2002年08月17日 - RISING SUN ROCK FESTIVAL 2002 in EZO
- 2003年07月25日 - FUJI ROCK FESTIVAL '03
- 2003年09月23日 - SPACE SHOWER TV SWEET LOVE SHOWER 2003
- 2004年07月31日 - FUJI ROCK FESTIVAL '04
- 2004年08月14日 - RISING SUN ROCK FESTIVAL 2004 in EZO
- 2005年01月10日 - HEAL NIIGATA 中越地震ミュージック・ベネフィット
- 2005年04月29日 - ARABAKI ROCK FEST.04292005
- 2005年09月03日 - OTODAMA'05 〜音泉魂〜
- 2006年04月30日 - ARABAKI ROCK FEST.06
- 2006年07月29日 - FUJI ROCK FESTIVAL '06
- 2006年08月19日 - RISING SUN ROCK FESTIVAL 2006 in EZO(「UA×菊地成孔」として出演)
- 2007年04月29日 - ARABAKI ROCK FEST.07
- 2007年08月18日 - RISING SUN ROCK FESTIVAL 2007 in EZO
- 2007年10月07日 - 朝霧JAM 2007
- 2007年11月08日 - LIVE SPEEDSTAR EXPRESS〜15歳の初体験〜
- 2009年07月25日 - FUJI ROCK FESTIVAL '09
- 2009年09月29日 - HONZI LOVE CONNECTION 2
- 2009年10月25日 - Tropical Beach Lovers Festa 2009
- 2010年06月20日 - Hiroyuki Hanada AGE 50TH GIG "NAGARE PREMIUM DAYS 1"
- 2010年07月13日 - LIQUIDROOM 6th ANNIVERSARY
- 2010年07月25日 - FM802 MEET THE WORLD BEAT 2010
- 2010年08月14日 - RISING SUN ROCK FESTIVAL 2010 in EZO
- 2010年12月17日 - LITTLE CREATURES 20th Anniversary LIVE
- 2012年05月19日 - CIRCLE '12
- 2012年05月20日 - ライヴアースまつやま2012
- 2013年11月03日 - GOTTON JAM 2013 〜劇場の宴〜
- 2014年04月03日 - JAZZ WEEK TOKYO 2014 cure jazz reunion(「UA×菊地成孔」として出演)
- 2014年04月18日 - Open Your Emerald Party
- 2014年05月25日 - GREENROOM FESTIVAL '14
- 2014年06月07日 - 頂 2014
- 2014年07月27日 - 10TONES
- 2014年08月16日 - RISING SUN ROCK FESTIVAL 2014 in EZO
- 2014年09月14日 - リンゴ音楽祭
- 2014年09月28日 - 中津川 THE SOLAR BUDOKAN 2014
- 2015年11月01日 - 東京デザイナーズウイーク
- 2016年05月14日 - 福岡CIRCLE'16
- 2016年05月15日 - LIVE EARTHまつやま2016
- 2016年05月21日 - GREENROOM FESTIVAL'16
- 2016年07月03日 - CORONA SUNSETS FESTIVAL
- 2016年07月22日 - FUJI ROCK FESTIVAL '16
- 2016年08月13日 - RISING SUN ROCK FESTIVAL 2016 in EZO
- 2016年08月20日 - GOOD NEIGHBOR JAMBOREE
- 2017年09月22日 - UA LIVE in Yatsugatake
- 2017年09月23日 - くるり京都音楽博覧会2017
- 2017年09月24日 - 福岡MUSIC CITY TENJIN
- 2017年09月30日 - 岡山WOODLAND FESTIVAL
- 2017年10月08日 - 朝霧JAM
- 2017年10月15日 - アンサンブルズ東京
- 2017年10月17日 - LIQUIDROOMツーマンライブ W/KOHH
- 2018年05月11日 - 森道市場
- 2018年05月27日 - GREENROOM FESTIVAL'18
- 2018年06月02日 - 頂 2018
- 2019年07月28日 - OK MUSIC CARAVAN
- 2019年09月21日 - 名古屋クラブクアトロ30th Anniversary「UA×中村佳穂」
- 2019年09月29日 - リンゴ音楽祭
- 2020年08月23日 - FUJI ROCK FESTIVAL'20 ROUTE17 Rock'nroll ORCHESTRA Guest Vo.
- 2022年07月31日 - FUJI ROCK FESTIVAL'20 ROUTE17 Rock'nroll ORCHESTRA Guest Vo.
- 2022年11月05日 - 麦の秋音楽祭2022
- 2023年03月18日 - LIVE the SPEEDSTAR
- 2023年05月04日 - OTODAMA'23
- 2023年05月14日 - LIVE EARTHまつやま2023
- 2023年05月20日 - CIRCLE '23
- 2023年05月27日 - GREENROOM FESTIVAL'23
- 2023年05月28日 - 麦の秋音楽祭2023
- 2023年07月29日 - FUJI ROCK FESTIVAL'23
- 2023年08月05日 - One Park Festival 2023
- 2023年10月15日 - SWEET LOVE SHOWER2023 in TOKYO
- 2023年10月,11月 - FISHMANS TOUR「LONG SEASON 2023」 Guest Vo.